# Daniel André Brun
Pour les articles homonymes, voir Brun.
Daniel André Brun est un expert français d'aïkido. Il est le fondateur de la « Fédération d'Aïkido Traditionnel ».

## Biographie
Né à Bordeaux le 14 novembre 1925, Daniel André Brun commence les arts martiaux par la lutte à l'âge de 10 ans en 1935. Puis il commence le judo en 1946 qu'il pratique jusqu'en 1980, côtoyant au sein de la Fédération Française des Maîtres de haut niveau, notamment Maître Kawashi, Maître Awazu et Maître Michigami. Il exerce les fonctions d'Expert Technique (5e dan) et d'arbitre Européen à la Fédération Française de Judo. Diplômé d'état il enseigne le Judo à Bordeaux au Judo Club d'Aquitaine. Parallèlement à cela il découvre l'Aïkido au cours d'une démonstration de Maître Minoru Mochizuki en 1951 à laquelle il participe en tant qu'Uke. Il démarre ce nouvel art martial au sein des clubs de Judo. En 1952 sa pratique s'approfondit avec l'arrivée de Maître Tadashi Abe, envoyé par le Fondateur (O SenseÏ) Moriheï Ueshiba.
De 1952 à 1960, à partir de la France où il vivait, Maître Tadashi Abe posa les bases de l'Aïkido Européen à une époque où personne n’avait encore entendu parler d’Aïkido. Daniel André Brun, ainsi que quelques autres pionniers des débuts, y participe activement. Il fait partie des toutes premières ceintures noires d'Aikido françaises. Son 1er Dan lui est décerné en 1954 par l’Aïkikaï de Tokyo, signé de la main de Kisshomaru Ueshiba par délégation de O Senseï.
Sur les recommandations de Maître Tadashi Abe, un autre pratiquant d'Aïkido et de judo, André Nocquet partit au Japon pour suivre l'enseignement auprès du fondateur de l'Aïkido, O Senseï Moriheï Ueshiba, qui l'hébergera chez lui. Son initiation durera de 1955 à 1958. Puis il retourne en France avec le titre de Maître d'Aïkido, diplômé du Centre Mondial d'Aïkido de Tokyo avec la délégation du Fondateur (O Senseï), pour assurer la diffusion de l'Aïkido en France. Dès lors, dès 1960, c'est Maître André Nocquet qui assume les responsabilités de l’Aïkido Français au départ de Maître Tadashi Abe. En 1962, Maître Moriheï Ueshiba lui confère le titre de représentant général de l’Aïkikai en France. Dans les années 1960, d'autres experts japonais arriveront en France tels Maître Masahilo Nakazono et Maître Masamichi Noro (1961), Maître Hirô Mochizuki (1963), Maître Nobuyoshi Tamura (1963), puis plus tard, sur invitation de Maître André Nocquet, Maître Hirokazu Kobayashi.
Après le départ de Maître Tadashi Abe, Daniel André Brun continue à pratiquer l'Aïkido avec Maître Nocquet qui lui attribuera ses grades jusqu'au 5e Dan (1978). Faisant partie des plus hauts gradés de l'époque, Il exercera au sein de la FFAD de Maître André Nocquet, qui deviendra ensuite la FFAK, la fonction de Conseiller Technique National membre de la commission des grades. Il sera aussi Conseiller Technique Européen au sein de l'UEA (Union Européenne d'Aïkido fondée par Maître André Nocquet en 1969 à Cologne).
En 1983, la fédération que dirige Maître André Nocquet, la FFAK, ainsi que toutes les fédérations et autres groupes d'Aïkido français sont réunis au sein d'une seule Fédération.
Dans cette nouvelle fédération, la FFAAA, Daniel André Brun est alors Conseiller Technique National 5e Dan. Mais l'intégration de ces différents courants qui existent depuis le début de l'Aïkido en France ne se fait pas sans difficultés. Le groupe de Maître Tamura, qui crée la FFLAB avec plusieurs milliers d'élèves un an auparavant, n'en fait pas partie. Il sera rejoint en 1985 par le groupe GHAAN de Maître André Nocquet.
C'est à cette époque qu'avec d'anciens élèves de la FFAK, Daniel André BRUN crée en 1984 la FFAT, Fédération Française d'Aïkido Traditionnel, école issu d'un courant existant depuis les origines de l'Aïkido Français. Développant cette école en France et en Europe, invité dans divers pays européens, il anime des stages nationaux et internationaux en Allemagne, Angleterre, Roumanie. En 1995 il fonde la CEA, Confédération Européenne d'Aïkido. La Commission Technique de la FAT lui décernera les grades de 6e Dan (1985), 7e Dan (1993), puis 8e Dan (2001).
Maître Daniel André BRUN est décédé le matin du 10 octobre 2013. Quelques années avant cette disparition, après un parcours de plus de 70 ans d'arts martiaux, il recevait le titre honorifique de 9e Dan, consacrant sa vie passée à transmettre l'Aïkido.
Aujourd'hui, la Fédération d’Aïkido Traditionnel - Ecole Daniel André BRUN, son Ecole, continue pour honorer sa mémoire.